# Орлов Олексій Григорович

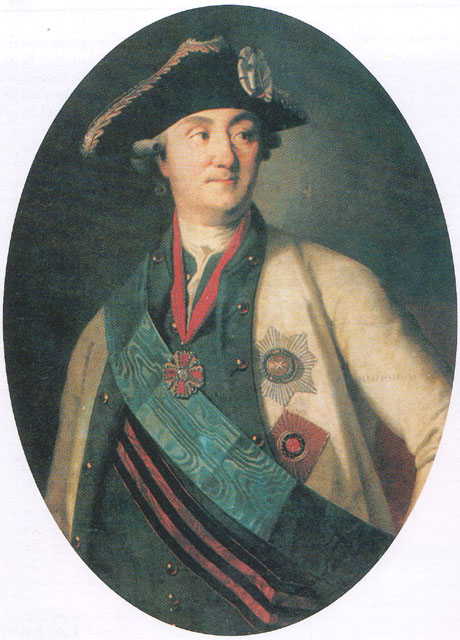
Олексій Орлов

Олексі́й Григо́рович Орло́в (24 вересня (5 жовтня) 1737, Любліно — 23 грудня 1807 (5 січня 1808), Москва) — російський військовий і державний діяч, генерал-аншеф (1769), граф (1762), соратник Катерини II. Брат її фаворита Григорія Григоровича Орлова.